# Sportwagen-Weltmeisterschaft 1982

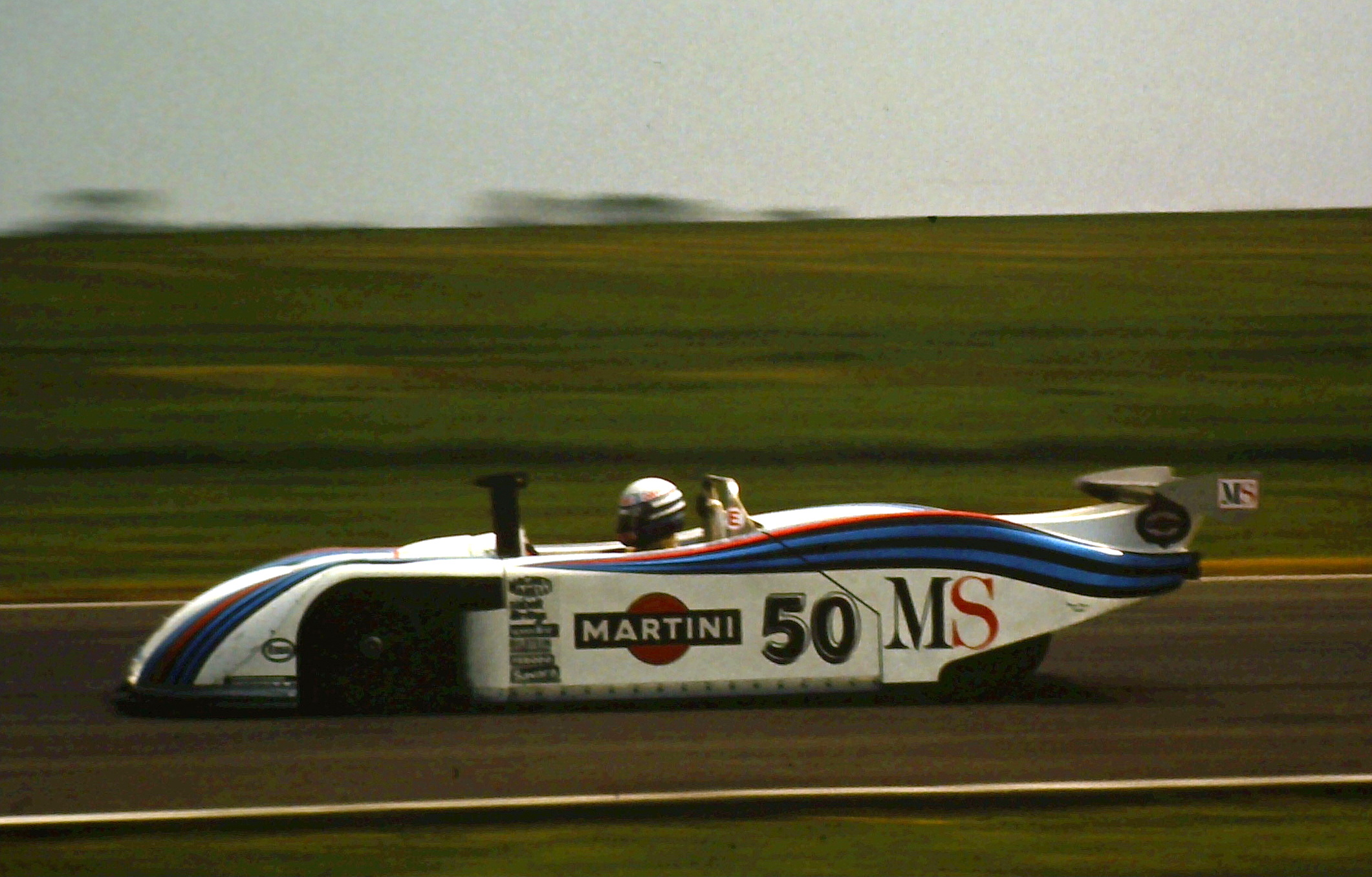
Werks-Lancia LC1 beim 6-Stunden-Rennen von Silverstone; am Steuer Riccardo Patrese

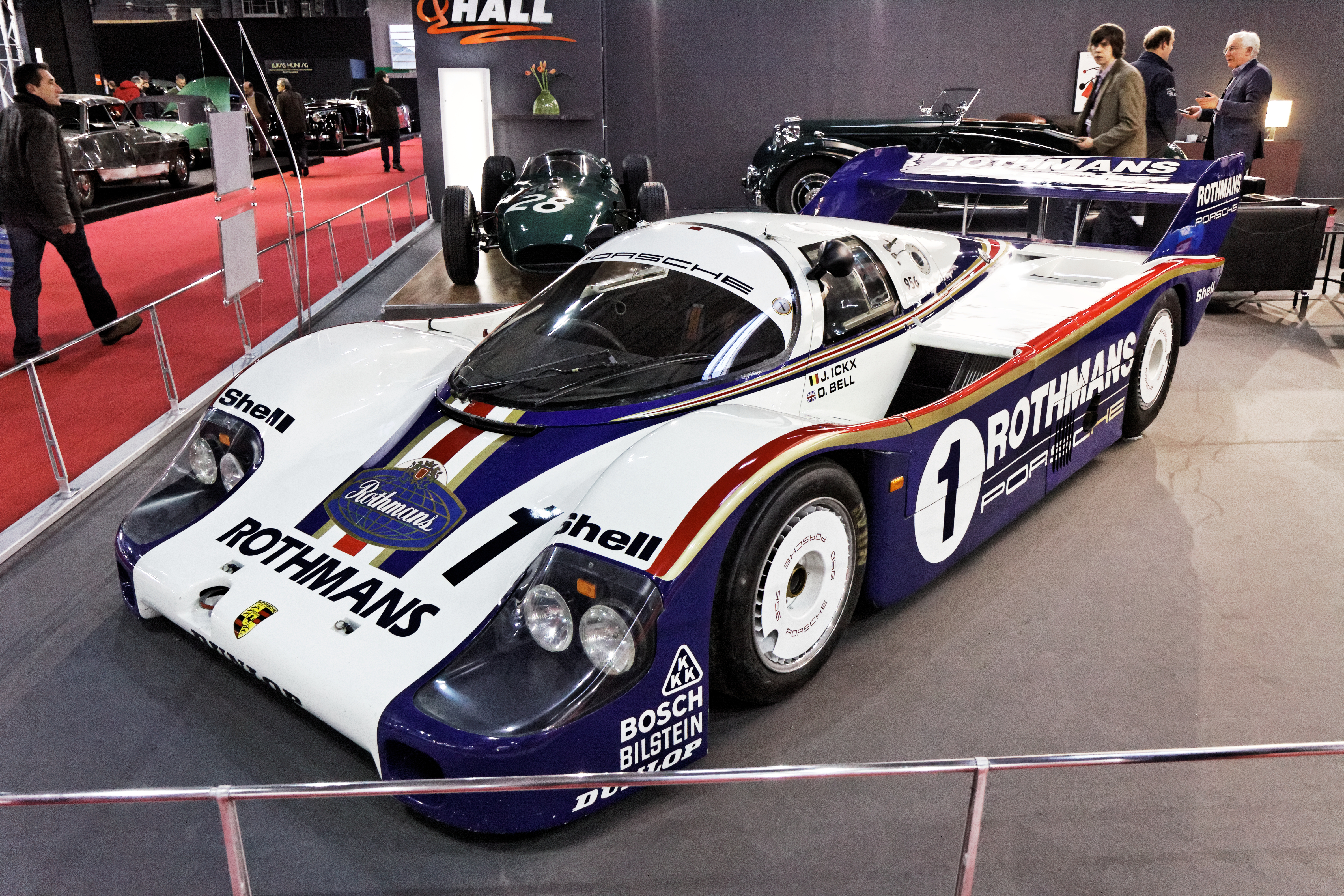
Werks-Porsche 956

Die Sportwagen-Weltmeisterschaft 1982 war die 30. Saison dieser Meisterschaft. Sie begann am 19. April und endete am 17. Oktober.

## Meisterschaft
Zweimal in Folge, 1980 und 1981, hatte Lancia mit der Gruppe-5-Version des Beta Montecarlo die Marken-Weltmeisterschaft gewonnen. Die Einführung der Gruppe C 1982 machte die Gruppe-5-Rennwagen allerdings hinfällig. Ziel der FIA war es, mit der Gruppe C sowohl die Produktionsrennwagen der Gruppe 5 (mit Dach) zu ersetzen als auch die offenen Sportwagen-Prototypen der Gruppe 6. Während Motorsportklassen gemeinhin nach Hubraumbeschränkungen ausgeschrieben werden, war die Gruppe C von Anfang an als sogenannte Verbrauchsformel konzipiert: Die FIA schrieb ein Mindestfahrzeuggewicht von 800 Kilogramm vor sowie einen Tankinhalt von maximal 100 Litern. Der Hubraum wie auch die Verwendung von oder der Verzicht auf eine Motoraufladung waren freigestellt. Während eines 1000-Kilometer-Rennens, was die damalige Minimaldistanz in der Sportwagen-Weltmeisterschaft darstellte, waren fünf Tankstopps erlaubt. Effektiv war der Treibstoffverbrauch der Motoren somit auf 60 Liter pro 100 Kilometer beschränkt. Diese Beschränkung galt nicht für die IMSA-GTP-Serie, deren Rennen sich außerhalb des Hoheitsbereichs der FIA abspielten.
Während Lancia beim LC1 die offene Bauweise in Spiderform wählte, war der Porsche 956, der beim 6-Stunden-Rennen von Silverstone debütierte, ein geschlossener Prototyp. Da der LC1 dem alten Gruppe-6-Reglement entsprach, war der Wagen bei den Weltmeisterschaftsläufen zwar startberechtigt, die bei den Rennen erreichten Punkte kamen aber nicht in der Gesamtwertung der Marken zum Tragen. Dadurch wurde das Endergebnis der Marken-Weltmeisterschaft verfälscht, da die drei Lancia-Rennsiege nicht in die Wertung kamen und Porsche Weltmeister vor dem Team von Jean Rondeau wurde.
In der Fahrerwertung, wo bei allen acht Rennen Punkte vergeben wurden (bei den Marken waren es nur fünf), zählten die Punkte, die die Lancia-Piloten bei den jeweiligen Rennen erreichten, zur Gesamtwertung. Hier fiel die Entscheidung erst beim letzten Rennen in Brands Hatch, wo Jacky Ickx mit einem Sieg den Titel eines Fahrer-Weltmeisters gewann.

## Rennkalender
| Nr. | Datum          | Rennname / Rennstrecke                                              | Team                     | Gesamtsieger                               | Fahrzeug     | Meisterschaft     |
| --- | -------------- | ------------------------------------------------------------------- | ------------------------ | ------------------------------------------ | ------------ | ----------------- |
| 1   | 18. April      | 1000-km-Rennen von Monza (Autodromo Nazionale di Monza)             | Automobiles Jean Rondeau | Henri Pescarolo Giorgio Francia            | Rondeau M382 | Marken und Fahrer |
| 2   | 16. Mai        | 6-Stunden-Rennen von Silverstone (Silverstone Circuit)              | Martini Racing           | Michele Alboreto Riccardo Patrese          | Lancia LC1   | Marken und Fahrer |
| 3   | 30. Mai        | 1000-km-Rennen auf dem Nürburgring (Nürburgring)                    | Martini Racing           | Michele Alboreto Riccardo Patrese Teo Fabi | Lancia LC1   | Marken und Fahrer |
| 4   | 19. – 20. Juni | 24-Stunden-Rennen von Le Mans (Circuit des 24 Heures)               | Rothmans Porsche System  | Jacky Ickx Derek Bell                      | Porsche 956  | Marken und Fahrer |
| 5   | 5. September   | 1000-km-Rennen von Spa-Francorchamps (Circuit de Spa-Francorchamps) | Rothmans Porsche Team    | Jacky Ickx Jochen Mass                     | Porsche 956  | Marken und Fahrer |
| 6   | 19. September  | 1000-km-Rennen von Mugello (Autodromo Internazionale del Mugello)   | Martini Racing           | Michele Alboreto Piercarlo Ghinzani        | Lancia LC1   | Fahrer            |
| 7   | 3. Oktober     | 6-Stunden-Rennen von Fuji (Fuji Speedway)                           | Rothmans Porsche         | Jacky Ickx Jochen Mass                     | Porsche 956  | Fahrer            |
| 8   | 17. Oktober    | 1000-km-Rennen von Brands Hatch (Brands Hatch)                      | Rothmans Porsche         | Jacky Ickx Derek Bell                      | Porsche 956  | Fahrer            |

## Meisterschaft der Konstrukteure

### Langstrecken-Weltmeisterschaft-Gesamtwertung
| Position | Konstrukteur | 1  | 2  | 3  | 4  | 5  | Gesamt |
| -------- | ------------ | -- | -- | -- | -- | -- | ------ |
| 1        | Porsche      |    | 20 | 15 | 20 | 20 | 75     |
| 2        | Rondeau      | 20 | 12 | 20 | 8  | 10 | 70     |
| 3        | Nimrod       |    | 10 |    | 10 | 4  | 24     |
| 4        | WM           | 15 | 6  |    |    |    | 21     |
| 5        | Ford         |    | 8  |    |    | 2  | 10     |
| 6        | Sauber       |    | 4  |    |    | 6  | 10     |
| 7        | Lola         |    | 3  |    |    |    | 3      |

## Fahrer-Weltmeisterschaft

### Gesamtwertung
In dieser Tabelle werden die ersten zwanzig Positionen der Weltmeisterschaft erfasst. Die Punktevergabe erfolgte in der Reihenfolge: 20-15-12-10-8-6-4-3-2-1. Hinzu kam ein Punkt für den jeweiligen Klassensieg.
| Position | Fahrer             | Konstrukteur     | 1  | 2  | 3  | 4  | 5  | 6  | 7  | 8  | Gesamt |
| -------- | ------------------ | ---------------- | -- | -- | -- | -- | -- | -- | -- | -- | ------ |
| 1        | Jacky Ickx         | Porsche          |    | 15 |    | 20 | 20 |    | 20 | 20 | 95     |
| 2        | Riccardo Patrese   | Lancia           |    | 21 | 21 |    | 13 |    | 16 | 16 | 87     |
| 3        | Derek Bell         | Porsche          |    | 15 |    | 20 | 15 |    |    | 20 | 70     |
| 4        | Teo Fabi           | Lancia           |    |    | 21 |    | 13 |    | 16 | 16 | 66     |
| 5        | Michele Alboreto   | Lancia           |    | 21 | 21 |    | 21 |    |    |    | 63     |
| 6        | Henri Pescarolo    | Rondeau, Porsche | 20 | 8  | 15 |    | 3  | 12 |    | 3  | 61     |
| 7        | Jochen Mass        | Porsche          |    |    |    | 15 | 20 |    | 20 |    | 55     |
| 8        | Giorgio Francia    | Rondeau, Osella  | 20 | 11 |    |    | 7  | 11 |    |    | 49     |
| 9=       | Rolf Stommelen     | Rondeau, Porsche | 15 |    | 15 |    |    |    |    |    | 30     |
| 9=       | Vern Schuppan      | Porsche          |    |    |    | 15 | 15 |    |    |    | 30     |
| 11=      | Jean-Michel Martin | Porsche          |    | 12 |    |    | 10 |    |    |    | 22     |
| 11=      | Philippe Martin    | Porsche          |    | 12 |    |    | 10 |    |    |    | 22     |
| 11=      | John Fitzpatrick   | Porsche          |    |    |    | 10 |    |    |    | 12 | 22     |
| 11=      | David Hobbs        | Porsche          |    |    |    | 10 |    |    |    | 12 | 22     |
| 15       | Piercarlo Ghinzani | Lancia           |    |    |    |    | 21 |    |    |    | 21     |
| 16       | Luigi Moreschi     | Osella           |    |    |    |    | 7  | 11 |    |    | 18     |
| 17       | Hans Heyer         | Porsche, Sauber  |    |    |    |    | 2  | 12 |    | 3  | 17     |
| 18=      | Corrado Fabi       | Lancia           |    |    |    |    |    | 16 |    |    | 16     |
| 18=      | Alessandro Nannini | Lancia           |    |    |    |    |    | 16 |    |    | 16     |
| 18=      | Gordon Spice       | Rondeau          |    | 8  |    |    | 8  |    |    |    | 16     |